# Закон о ленд-лизе в защиту демократии на Украине от 2022 года
Закон о ленд-лизе в защиту демократии на Украине от 2022 года (англ. Ukraine Democracy Defense Lend-Lease Act of 2022) — акт Конгресса США, согласно которому украинское правительство будет снабжаться материальными средствами аналогично закону о ленд-лизе во время Второй мировой войны. Новый закон устраняет бюрократические препятствия и позволяет правительству США быстро предоставлять вооружения и другие припасы Украине или правительствам восточноевропейских стран, затронутых вторжением России на Украину, для ведения боевых действий. Предполагается, что так же, как в годы Второй мировой войны, страна-получатель будет оплачивать только то оборудование, поставленное по ленд-лизу, которое осталось после окончания войны.
Полное название: «Закон о предоставлении Президенту расширенных полномочий по заключению соглашений с Правительством Украины о предоставлении или аренде оборонных средств этому Правительству для защиты гражданского населения Украины от российского военного вторжения и для других целей» (англ. An Act To provide enhanced authority for the President to enter into agreements with the Government of Ukraine to lend or lease defense articles to that Government to protect civilian populations in Ukraine from Russian military invasion, and for other purposes).

## История законопроекта
19 января 2022 года Джон Корнин, сенатор Техаса, передал законопроект на рассмотрение Комитетом Сената США по международным отношениям.
6 апреля законопроект прошёл единогласное одобрение на голосовании в Сенате и 7 апреля был принят на рассмотрение в Палате представителей. Рассмотрение Палатой представителей было намечено на 27 апреля. 28 апреля Палата представителей Конгресса США подавляющим большинством голосов одобрила законопроект.
9 мая в 22:30 по московскому времени закон был подписан президентом США Джо Байденом. Дата подписания — День Победы, праздник, отмечаемый в России в честь победы СССР над нацистской Германией.
1 октября 2023 года закон утратил силу в связи с окончанием 2023-го финансового года США. Закон не был применен на практике, однако его функции были заменены аналогичными программами поддержки. 

## Реакция

### Украина
Президент Украины Владимир Зеленский поблагодарил власти Соединённых Штатов Америки за принятие программы ленд-лиза, предусматривающей упрощение военной помощи Украине. Он назвал программы зарубежной поддержки Украины доказательством того, что «свобода и ныне умеет защищаться от тирании».

### Россия
15 апреля 2022 года Россия направила ноту в администрацию президента Байдена с предупреждением о «непредсказуемых последствиях» в том случае, если поставки вооружений на Украину не будут прекращены.

## Оценка
Некоторые российские источники заявляют, будто программа повлечёт за собой огромные долги для Украины перед США. Как отмечает издание The Insider, это неправда: любое военное оборудование, поставленное по программе ленд-лиза и потерянное в бою, списывается, и государство, получившее помощь, за него ничего не должно. Оставшееся же целым оборудование Украина может вернуть и совершенно не платить. Перечислять деньги США будет необходимо, только если Украина решит оставить уцелевшее вооружение в стране после боевых действий.